# ランドシーア (犬)
ランドシーアは犬の品種。本犬種を単にブラック・アンド・ホワイトのニューファンドランドとする畜犬団体も多いが、国際畜犬連盟（FCI）は独立犬種として認定している。
別名はランドシーア･ヨーロピアン･コンチネンタル･タイプ（英:Landseer European Continetal Type)。略してランドシーアＥ.Ｃ.Ｔ（英:Landseer E.C.T)
またコンチネンタル・ヨーロピアン･タイプ（英:Continental-European type)と呼ばれることもある。略してランドシーアC.E.T(Landseer C.E.T),ランドシーア・ニューファンドランド(英:Landseer Newfoundland)

犬種名の由来は、19世紀のイギリス人画家エドウィン・ヘンリー・ランドシーアがこのタイプの犬を好んで描いたことによる。

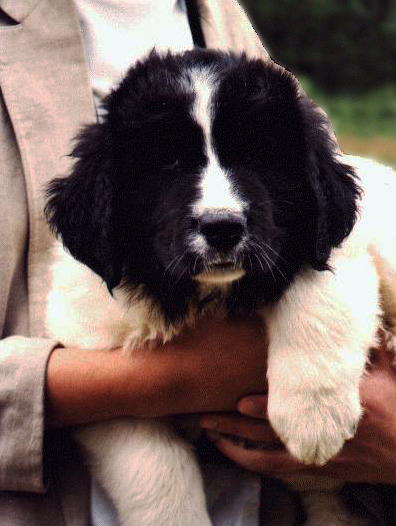
子犬
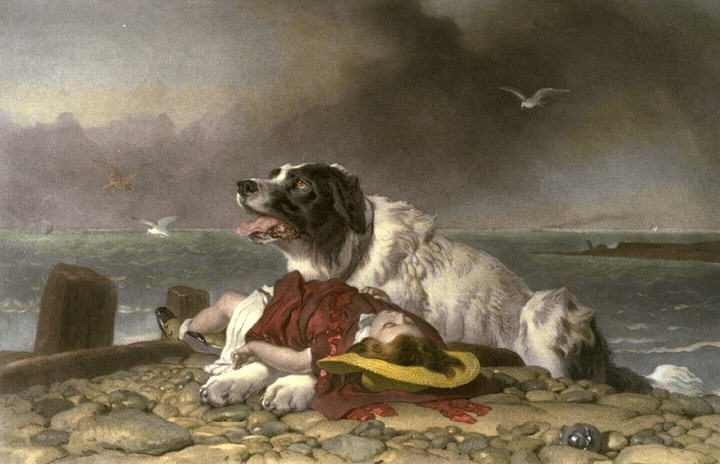
E.H.ランドシーアによる『救われた者』